# Robert Saucy
Robert Lloyd Saucy (* 1. Mai 1930 in Salem (Oregon); † 12. März 2015) war ein US-amerikanischer Baptistenpastor und Professor für Systematische Theologie.

## Leben
Saucy besuchte das George Fox College (1949–1951) und das Westmont College (1951–1953), wo er einen Bachelor of Arts in Geschichte erwarb. Am Dallas Theological Seminary machte er seinen theologischen Master und Doktor (1958 und 1961) im Fachbereich Systematische Theologie. Während seines Studiums in Dallas (Texas) diente er teilzeitlich als Lehrer am Southern Bible Training Institute und als Pastor in der Milligan Bible Church. Er wurde in der North American Baptist General Conference zum Pastorenamt ordiniert.
1961 folgte Saucy einem Ruf an die Talbot School of Theology in La Mirada, wo er 1989 zum Distinguished Professor für Systematische Theologie ernannt wurde. Er war langjähriges Mitglied der Evangelical Theological Society, als deren Präsident er 1972 fungierte. Saucy war einer von lediglich drei Gelehrten, die sowohl an der ursprünglichen Ausgabe der New American Standard Bible (1971) als auch an der Revision 1995 mitarbeiteten. Saucy war zudem von 1970 bis 1977 Mitglied der Rosemead Graduate School of Psychology, die zur Biola University gehört.
Saucy war verheiratet und hatte drei Kinder. Er starb am 12. März 2015 an den Folgen eines Autounfalls.

## Werke
- The Church in God’s Program. Moody Press, Chicago IL 1972, ISBN 0-8024-1544-X.
- The Bible: Breathed from God. Victor Books, 1978, ISBN 0-88207-778-3.
- The Case for Progressive Dispensationalism. Zondervan, Grand Rapids MI 1993, ISBN 0-310-30441-5.
- mit Neil Anderson: The Common Made Holy. Harvest House Publishers, Eugene OR 1997, überarbeitete Ausgabe: God’s Power at Work in You., Harvest House Publishers, Eugene OR 2001, ISBN 1-85424-566-X.
- mit Wayne Grudem, Doug Oss und Sam Storms: Are Miraculous Gifts for Today? Four Views. Zondervan, Grand Rapids MI 1996, ISBN 0-310-20155-1.
- Mitherausgeber und Mitautor: Men and Women in Ministry: A Complementary Perspective. Moody Press, Chicago IL 2001.
- Scripture: Its Authority, Power and Relevance. Thomas Nelson, Nashville TN 2001, ISBN 0-8499-1367-5.